# Hypostomus luteomaculatus
Hypostomus luteomaculatus är en fiskart som först beskrevs av Devincenzi 1942.  Hypostomus luteomaculatus ingår i släktet Hypostomus och familjen Loricariidae. Inga underarter finns listade i Catalogue of Life.